# El sexto sentido
El sexto sentido je studiové a zároveň třinácté vydané album Thalíe. Oficiálně bylo uvedeno EMI Music 19. července 2005 k prodeji, je nazpíváno španělsky s výjimkou třech písní na konci alba, které jsou v angličtině.

## Informace o albu
Na desce spolupracovala Thalía s Kolumbijským mistrem Éstefanem. Je to mix popu latinských rytmů. Prací Éstefanem přirovnává Thalía ke stavení domu. Stejně jako na ostatním deskám ani této nechybí covery. Tentokrát sáhla Thalia po italském hitu 24000 besos (24000 polibků), který zpívala před patnáctí lety jako host ve španělské televizní show VIPde noche, a také další coververze hitu "Amor Prohibido", původní verzi nazpívala latinskoamerická zpěvačka Selena. Album zahrnuje několik balad (jako "Un Alma Sentenciada" anebo "Olvídame"), pár rytmických popových písní (jako "Amar Sin Ser Amada" a "Un Sueño Para Dos") a také nechybí taneční latino písně jako "Seducción" a "No Me Voy a Quebrar". Album El sexto sentido bylo též v roce 2006 nominováno na prestižní soutěže Latin Billboard Awards  a Latin Grammy Awards.

## Vydání/Seznam písní

### Standardní Edice
CD
1. "Amar Sin Ser Amada" – 3:32
2. "Seducción" – 4:02
3. "Un Sueño para Dos" – 4:00
4. "Sabe Bien" – 4:14
5. "24.000 Besos (24.000 Baci)" – 3:20
6. "Olvídame" – 4:10
7. "No puedo vivir sin ti" – 4:20
8. "Un Alma Sentenciada" – 3:42
9. "No Me Voy a Quebrar" – 3:52
10. "Loca" – 4:27
11. "Empezar de "O"" – 3:14
12. "Amor Prohibido" – 3:02
13. "You Know He Never Loved You" – 3:35
14. "Seduction" – 4:06
15. "A Dream for Two" – 3:59

### Speciální Edice
CD-DVD
1. "El Mundo de Thalía" (Dokumentární video)
2. "Acción y Reacción" (Videoklip)
3. "Seducción" (Živě v New York City)
4. "Amar sin ser Amada" (Natáčení videoklipu)

### The Sixth Sense
The Sixth Sense Je alternativní titul pro Japonsko vydáno 13. září, 2005 místní vydavatelská spol. Toshiba EMI.
Seznam písní
1. "Amar Sin Ser Amada" [Reggaeton Mix] (featuring Héctor 'El Bambino') – 3:21
2. "You Know He Never Loved You" – 3:32
3. "Seduction" – 4:06
4. "A Dream for Two" – 3:59
5. "Amar Sin Ser Amada" – 3:32
6. "Seducción" – 4:02
7. "Un Sueño para Dos" – 4:00
8. "Sabe Bien" – 4:14
9. "24.000 Besos (24.000 Baci)" – 3:20
10. "Olvídame" – 4:10
11. "No Puedo Vivir Sin Ti" – 4:20
12. "Un Alma Sentenciada" – 3:42
13. "No Me Voy a Quebrar" – 3:52
14. "Loca" – 4:27
15. "Empezar de "O"" – 3:14
16. "Amor Prohibido" – 3:02

rozšířená část CD
1. "Zprava od Thalie" (Dokumentární Video)
2. "You Know He Never Loved You" [Videoklip]
3. "Amar Sin Ser Amada" [Videoklip]

### El Sexto Sentido: Re+Edice
V 14. února, 2006 Vyšlo její El sexto sentido při formálním jméně: El Sexto Sentido: Re+Loaded
 To obsahuje 4 novinky
- "Cantando Por Un Sueño"
- "No, No, No" (společně Anthonym "Romeo" Santosem)
- "La Super Chica"
- "Un Alma Sentenciada [Hex Hector Remix]"

"Loca", "Amor Prohibido" a anglické písně na albu nejsou, které byly na originální (Standardní edici) a na této jsou odstraněny.
- Seznam:

1. "Cantando Por Un Sueño" – 4:12
2. "No, No, No" (featuring Anthony "Romeo" Santos) – 4:11
3. "Amar Sin Ser Amada" – 3:32
4. "Seducción" – 4:02
5. "Un Sueño para Dos" – 4:00
6. "Sabe Bien" – 4:14
7. "24.000 Besos (24.000 Baci)" – 3:20
8. "Olvídame" – 4:10
9. "No Puedo Vivir Sin Ti" – 4:20
10. "Un Alma Sentenciada" – 3:42
11. "No Me Voy a Quebrar" – 3:52
12. "Empezar de "O"" – 3:14
13. "Un Alma Sentenciada" [Hex Hector Remix] – 3:38
14. "La Super Chica" – 4:00

## Informace o písních
| Píseň                                           | Délka | Skladatel                                       |
| ----------------------------------------------- | ----- | ----------------------------------------------- |
| "24.000 Besos (24.000 Baci)"                    | 3:20  | Adriano Celentano, Lucio Fulci, Piero Vivarelli |
| "A Dream for Two"                               | 3:59  | Estéfano, Pagán, Sheppard, Thalía, Taveras      |
| "Amar sin ser amada"                            | 3:32  | Estéfano, Pagán                                 |
| "Amor prohibido"                                | 3:02  | Pete Astudillo, A.B. Quintillana III            |
| "Cantando por un sueño"                         | 4:12  | Estéfano, Reyes                                 |
| "Empezar de "0""                                | 3:14  | Thalía                                          |
| "La super chica"                                | 4:00  | Rodríguez, Cosculluela, Ponce                   |
| "Loca"                                          | 4:27  | Estéfano, Pagán                                 |
| "No, No, No" (featuring Anthony "Romeo" Santos) | 4:11  | Anthony "Romeo" Santos, Thalía                  |
| "No me voy a quebrar"                           | 3:52  | Estéfano, Pagán                                 |
| "No puedo vivir sin ti"                         | 4:20  | Estéfano, Pagán                                 |
| "Olvídame"                                      | 4:10  | Estéfano, Reyes                                 |
| "Sabe Bien"                                     | 4:14  | Estéfano, Reyes                                 |
| "Seducción"                                     | 4:02  | Estéfano, Pagán                                 |
| "Seduction"                                     | 4:06  | Estéfano, Pagán, Sheppard, Thalía, Taveras      |
| "Un alma sentenciada"                           | 3:42  | Estéfano, Pagán                                 |
| "Un sueño para dos"                             | 4:00  | Estéfano, Pagán                                 |
| "You Know He Never Loved You"                   | 3:35  | Estéfano, Pagán, Sheppard, Thalía, Taveras      |

## Singly
1. "Amar Sin Ser Amada" / "You Know He Never Loved You"
2. "Un Alma Sentenciada"
3. "Seducción"
4. "Cantando por un sueño" (Mexiko)
5. "Olvídame" (Mexiko)
6. "No, No, No" (featuring Anthony 'Romeo' Santos)